# Arichanna perimelaina
Arichanna perimelaina là một loài bướm đêm trong họ Geometridae.